# Clase Conejera
La clase Conejera es una serie de cuatro patrulleros de vigilancia costera encargados y entregados inicialmente a la Armada Española, destinados a controlar la Zona económica exclusiva (ZEE), cumpliendo misiones de escolta, vigilancia e inspección. Son muy ligeros y versátiles.

## Descripción
Son patrulleros de pequeño desplazamiento, lo que los hace muy sensibles a la mar, siendo fácil marearse a bordo para aquellas personas no hechas a ella, especialmente cerca del puente alto, donde el viento puede dirigir el humo directamente de la chimenea a las fosas nasales.

## Unidades
La serie se componía de cuatro buques construidos en Ferrol entre 1981 y 1982, que tomaban sus nombres de islotes de las Baleares. El nombre de las unidades y su ubicación era la siguiente: Conejera (base en Cartagena), Dragonera (Huelva), Espalmador y Alcanada, ambos basados en Barcelona. Todos fueron dados de baja en 2010.
En octubre de 2011 las unidades Conejera y Dragonera fueron vendidas a un precio simbólico de 100 € a Senegal y Mozambique respectivamente con el fin de dedicarlas a tareas de vigilancia marítima.
El Conejera, fue transferido a la Armada de Senegal el 21 de febrero de 2012 en un acto celebrado en el arsenal de Cartagena
El Dragonera, fue cedido en abril a la marina mozambiqueña, que lo renombró  Pebane (P-001), firmando posteriormente un contrato ese país africano con Navantia para su modernización. Tras la modernización, fue entregado a la armada mozambiqueña el 31 de mayo de 2013.
| Identificativo   | Nombre     | Fecha botadura | Fecha entrada en servicio | Fecha retirada (en la Armada Española) |
| ---------------- | ---------- | -------------- | ------------------------- | -------------------------------------- |
| P-31 (Ex PVZ-31) | Conejera   | 9-09-1981      | 31-12-1981                | 3-12-2010                              |
| P-32 (Ex PVZ-32) | Dragonera  | 25-09-1981     | 31-12-1981                | 3-12-2010                              |
| P-33 (Ex PVZ-33) | Espalmador | 11-01-1982     | 10-05-1982                | 11-06-2010                             |
| P-34 (Ex PVZ-34) | Alcanada   | 10-02-1982     | 10-05-1982                | 11-06-2010                             |